# Кошицкий золотой клад

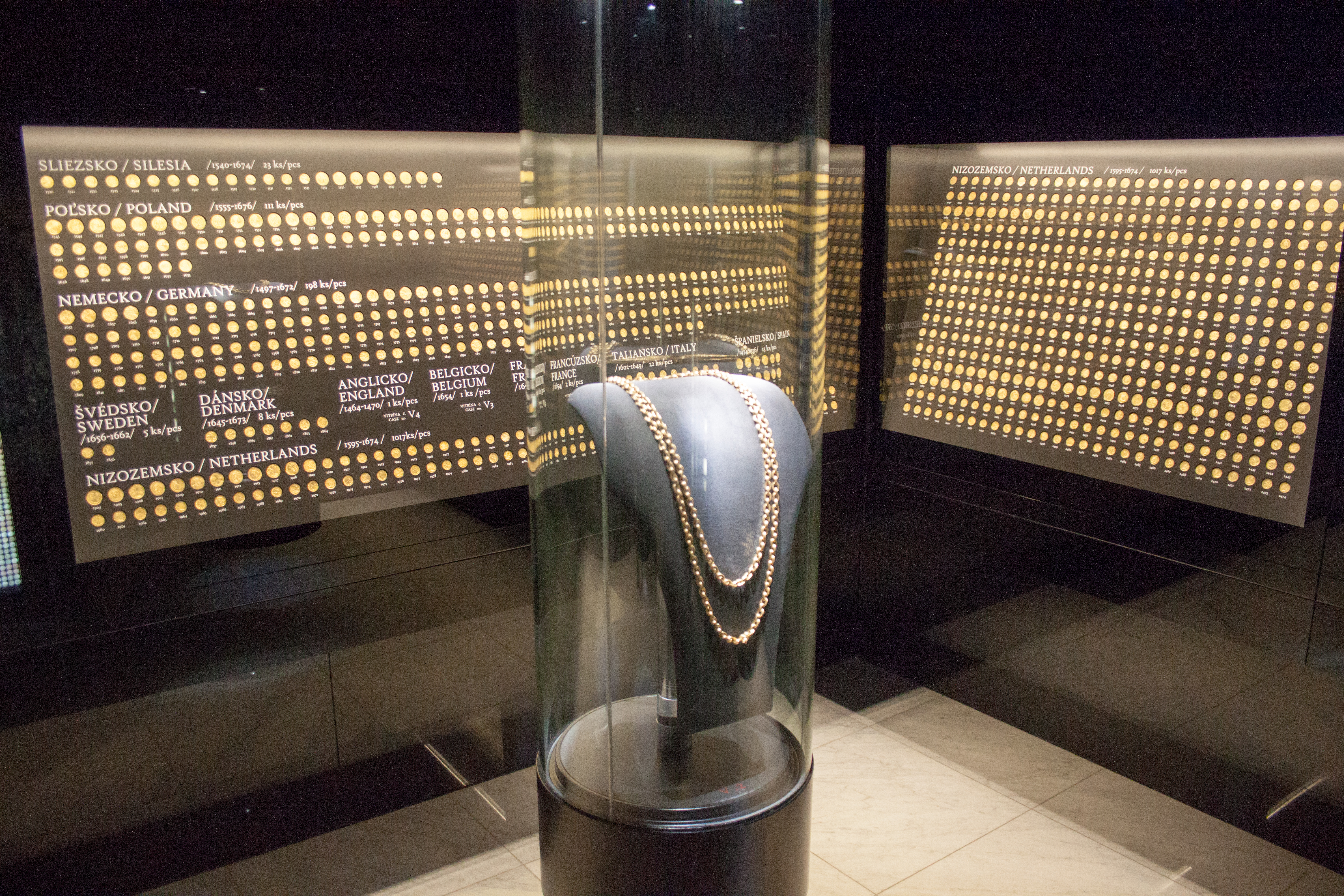

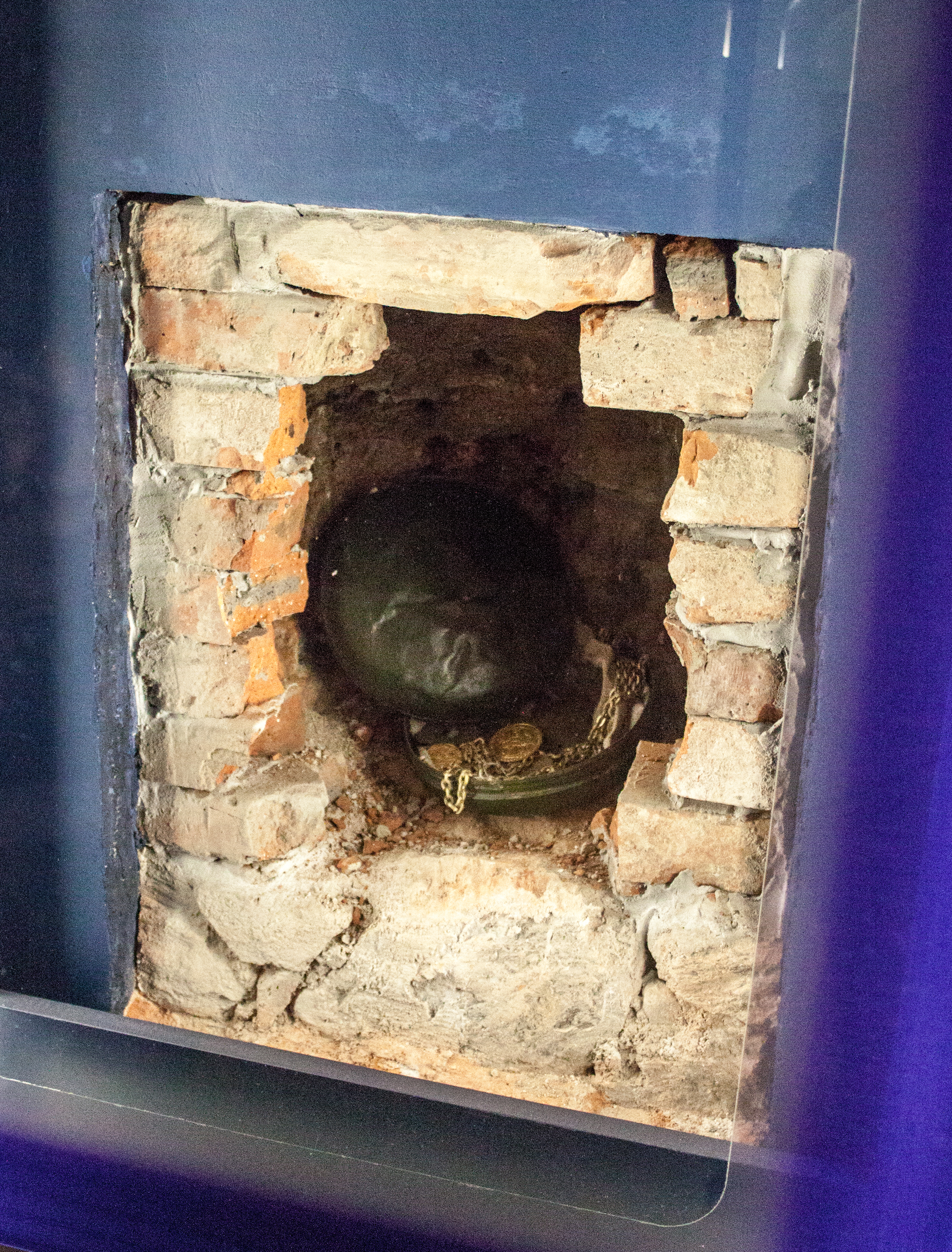

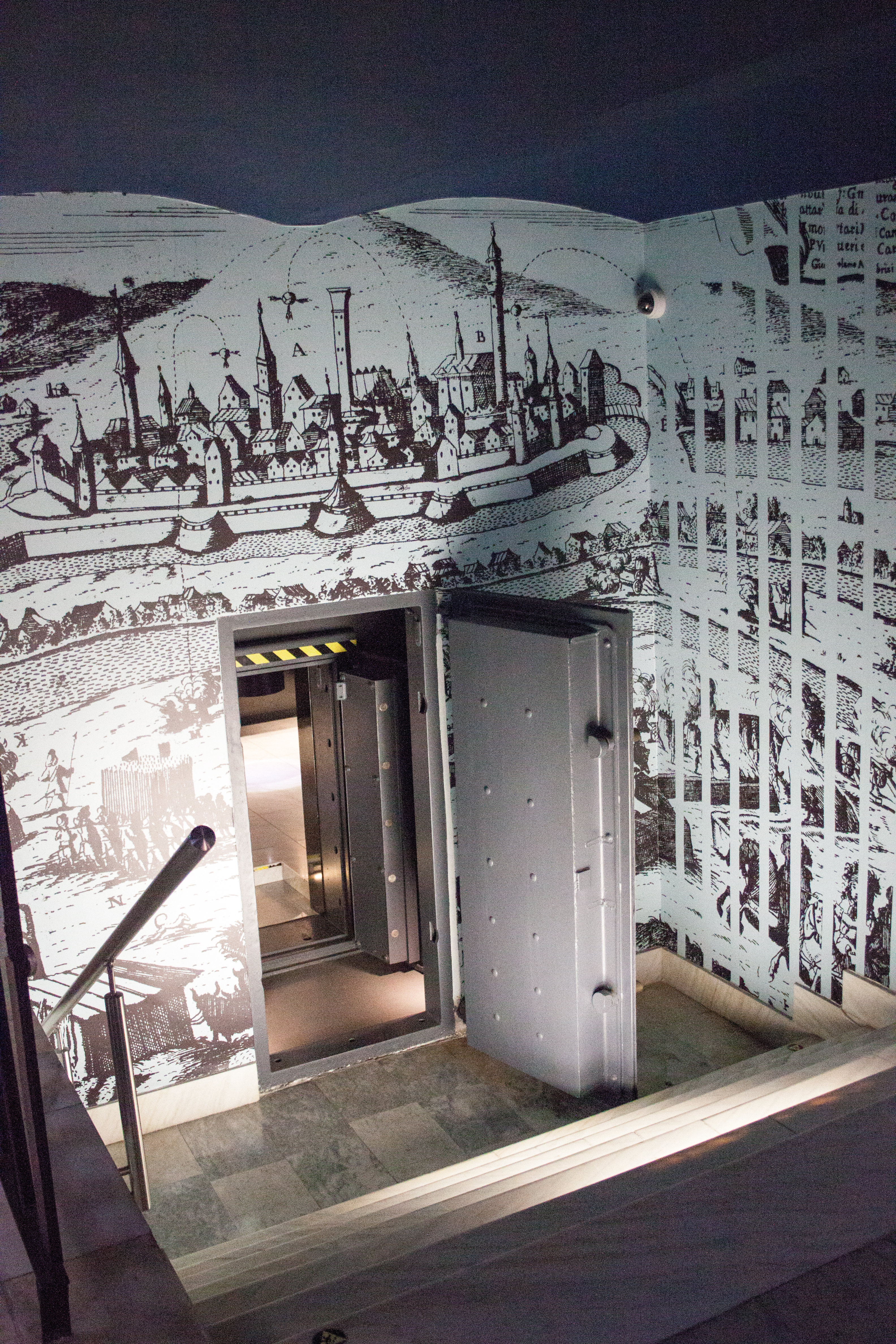

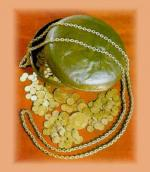
Кошицкий золотой клад

Кошицкий золотой клад — комплект из 2920 золотых монет, трёх золотых медалей и золотой ренессансной цепи, найденный при раскопках фундаментов финансового дома на центральной улице (Главная улица), д. 68 города Кошице в 1935 году. Уникальная коллекция XV—XVII веков сохранилась неповреждённой и является одним из крупнейших найденных кладов в мире.

## Состав
Клад сохранился в ренессансной медной посудине в форме каравая, которая состояла из двух вложенных одна в одну мисок. Верхняя часть украшена гравюрой на охотничью тему.
Массивная ренессансная цепь имеет длину 2,14 метра и массу 590 грамм. На двух из трёх золотых медалей, датированных 1526 и 1544 годами, изображён король Людовик II. Третья, наиболее ценная, датированная 1541 годом, изготовлена Кристофом Фусом и является кавалерийской медалью короля Фердинанда I.
Среди монет выделяется одна, отличная от всех остальных. Наиболее правдоподобно, что это античная фракийская монета, однако не исключается версия про имитацию кельтской. Часть монет как местного (Королевство Венгрия, Семиградье), так и заграничного происхождения (Нидерланды, Богемия, Силезия, Австрия, Германия, Польша, Италия, Швеция, Испания) чеканки восьмидесяти монетных дворов.
Состав монет по отдельным территориям:
- Королевство Венгрия — 1181
- Семиградье — 257
- Нидерланды (провинция и города) — 1016
- Чешские края — 26
- Австрия — 24
- Зальцбургское архиепископство — 31
- Германия (светские, церковные государства, города) — 195
- Польша — 113
- Швеция — 7
- Дания — 8
- Англия — 1
- Бельгия — 1
- Франция — 2
- Италия — 22
- Испания — 13

## Происхождение
Самая поздняя монета в кладе происходит из Кремницкого монетного двора и датируется 1679 годом. Согласно этой информации, а также согласно политической ситуации в Кошице того времени, дату захоронения клада можно приблизительно датировать 1680—1682 годами. Это было время размаха Куруцкого восстания в Верхней Венгрии, предводитель которого Имре Тёкёли намеревался захватить Кошице, что и смог осуществить в 1682 году. Исходя из состава клада можно предполагать, что его владелец был зажиточным человеком — сторонником Габсбургов. Про это свидетельствует место укрытия клада от повстанцев — административное здание Спишской камеры на Главной улице (теперь номер 68), главного финансового учреждения Верхней Венгрии. Собственник спрятал клад под пол подвала.

## Судьба клада
В 1935 году барочная постройка Спишской камеры была снесена, чтобы освободить место для нового финансового учреждения. Рабочие, нашедшие клад, сначала намеревались его присвоить и продать, но их намерения были пресечены, и находка в нетронутом состоянии была передана в Генеральное финансовое казначейство в Братиславе, а потом в Центральное государственное казначейство в Праге. Во время Второй мировой войны интерес к кладу проявляли несколько стран (Первая словацкая республика, Королевство Венгрия, Третий рейх), но в 1941—1942 годах нумизматка Эмануэла Найгелова-Пратрова спрятала клад в Национальном музее в Праге, а в 1943 он был перепрятан в двух надёжных местах вне Праги.
В Кошице клад вернулся на выставку 1956 года, потом ещё раз в 1967, однако в городе не было соответствующего помещения для его постоянного хранения. Поэтому в 1969 году в подвалах Восточнословацкого музея было построено надёжное хранилище, в котором клад выставлен для просмотра с 1970 года.